# Bogusław Jaroszek
Bogusław Jaroszek – polski artysta fotograf, uhonorowany tytułem Artiste FIAP (AFIAP). Członek rzeczywisty i Artysta Fotoklubu Rzeczypospolitej Polskiej Stowarzyszenia Twórców (AFRP). Członek Beskidzkiego Towarzystwa Fotograficznego.

## Życiorys
Bogusław Jaroszek artysta związany z bielskim środowiskiem fotograficznym – mieszka i pracuje w Bielsku-Białej. Prowadzi zajęcia z fotografii w bielskim College of Art. Jest członkiem grupy fotograficznej Globika Kollektiff oraz Beskidzkiego Towarzystwa Fotograficznego. W 2010 roku był pomysłodawcą, inicjatorem i założycielem Galerii Fotografii Artystycznej Foto-Bo. W 2008 roku został przyjęty w poczet członków Fotoklubu Rzeczypospolitej Polskiej Stowarzyszenia Twórców. Decyzją Komisji Kwalifikacji Zawodowych Fotoklubu RP, otrzymał dyplom potwierdzający kwalifikacje do wykonywania zawodu artysty fotografa, fotografika (legitymacja nr 241). 
Bogusław Jaroszek jest autorem i współautorem wielu wystaw fotograficznych; indywidualnych, zbiorowych, poplenerowych, pokonkursowych. Brał aktywny udział w Międzynarodowych Salonach Fotograficznych, organizowanych (m.in.) pod patronatem FIAP, zdobywając wiele akceptacji, medali, nagród, wyróżnień, dyplomów oraz listów gratulacyjnych. Uczestniczy w pracach jury cyklicznego Ogólnopolskiego Festiwalu Diaporamy Cyfrowej, organizowanego przez Fotoklub Zamek Szczecin. W 2010 roku (W ramach działalności w grupie fotograficznej Globika Kollektiff) był współorganizatorem projektu portretu fotograficznego Czar-na Biała, realizowanego w Aquarium Galerii Bielskiej – przy zastosowaniu fotografii wielkoformatowej.  
W 2007 został laureatem Nagrody Ministerstwa Kultury i Dziedzictwa Narodowego. W 2009 otrzymał stypendium miasta Bielsko-Biała, w latach 2014, 2015, 2016 był stypendystą Warszawskiej Szkoły Filmowej (stypendia naukowe) oraz w latach 2018, 2019 stypendystą Uniwersytetu Artystycznego w Poznaniu. 
Pokłosiem udziału w Międzynarodowych Salonach Fotograficznych (pod patronatem FIAP) było przyznanie Bogusławowi Jaroszkowi (w 2010 roku) tytułu honorowego Artiste FIAP (AFIAP) – przez Międzynarodową Federację Sztuki Fotograficznej FIAP, z siedzibą w Luksemburgu. W 2018 roku został uhonorowany Medalem „Za Zasługi dla Fotografii Polskiej” – odznaczeniem przyznawanym przez Kapitułę Fotoklubu Rzeczypospolitej Polskiej Stowarzyszenia Twórców – w 100. rocznicę odzyskania przez Polskę niepodległości. W 2020 odznaczony Brązowym Medalem „Za Fotograficzną Twórczość” – odznaczeniem ustanowionym przez Zarząd i przyznawanym przez Kapitułę Fotoklubu Rzeczypospolitej Polskiej Stowarzyszenia Twórców, w odniesieniu do obchodów 25-lecia powstania Fotoklubu RP.
Bogusław Jaroszek tworzy również haiku i haigi. Jest członkiem Polskiego Stowarzyszenia Haiku.

## Odznaczenia
- Medal „Za Zasługi dla Fotografii Polskiej” (2018)[3]
- Brązowy Medal „Za Fotograficzną Twórczość” (2020)[17]

## Wybrane wystawy indywidualne
- Wokół otworka – galeria klubu Śrubka (Żywiec 2005)
- Był las – galeria Zaułek Kulturalny (Bielsko-Biała 2005)
- Wokół otworka – w ramach 3 Rybnickiego Festiwalu Fotografii (Rybnik 2006)
- Był las – prezentacja multimedialna w ramach 3 Rybnickiego Festiwalu Fotografii (Rybnik 2006)
- IV Rzeczpospolita – siedziba Związku Nauczycielstwa Polskiego (Bielsko-Biała 2006)
- IV Rzeczpospolita – Galeria Biura Promocji Miasta (Bytom 2006)
- Pro-Kreacja – w ramach 4 Rybnickiego Festiwalu Fotografii (Rybnik 2007)
- Wokół otworka – w ramach 4 Rybnickiego Festiwalu Fotografii (Rybnik 2007)
- Pro-Kreacja – Rynek (Bielsko-Biała 2007)
- Pro-Creation II – Teatr Miejski (Baia Mare /Rumunia 2007)
- Legs, shadows & other  –Teatr Miejski (Baia Mare /Rumunia 2007)
- Pudzian, jakiego nie znacie – Galeria Sfera (Bielsko-Biała 2007)
- Legs, shadows & other – w ramach 5 Rybnickiego Festiwalu Fotografii (Rybnik 2008)
- Jesienna melancholia – klub Poza Światem (Bielsko-Biała 2008)
- Krzyk – Miejska Galeria Sztuki (Cieszyn 2020)[19]
- Od archetypu do stereotypu. Tam i nazad (Bo&Cat Tandem Twórczy z Katarzyną Pluszyńską) – Dom Kultury Włókniarzy (Bielsko-Biała 2024)[20]
- Experiments z cyklu Od archetypu do stereotypu. Tam i nazad – Galeria Bielska BWA – Aquarium (Bielsko-Biała 2024)[21]

Źródło